# Severus Snape
Severus Snape (9. siječnja 1960. – 2. svibnja 1998.) imaginaran je lik iz romana J. K. Rowling.  Učitelj je Čarobnih napitaka u Hogwartsu i razrednik Slytherina.
Snapeov je tjelesni izgled onaj pravog lopova: visok, crn, kukastog nosa, masne kose. Harry ga ne voli zbog prošlosti i njegovih odnosa prema njemu.
U filmovima ga glumi Alan Rickman.

## Pozadina
Snape je sin bezjaka Tobiasa Snapea i vještice Eileen Prince. Malo se zna o njegovom djetinjstvu, no Harry sumnja da je bio zanemarivan, pa čak i zlostavljan od oca. Do tog zaključka došao je za vrijeme satova oklumencije. Saznaje da je Snape bio usamljen i nepopularan kao tinejdžer, što je možda uzrok njegova zanimanja za mračne sile. Opisan je kao čovjek s "blijedim izrazom lica", "kockastim ramenima" i "hodom pauka" i "dugom masnom kosom koja mu je iskakala pred lice".
Govori se da je na prvoj godini u Hogwartsu, znao više čarolija i kletva nego neki učenici sa sedme godine te da je njegovo učenje i izgled uzrokovalo da bude česta žrtva šala. Snapeova mržnja prema Harryju većinom dolazi od suparništva između njega i Harryjeva oca Jamesa Pottera za vrijeme školovanja. Njegovi vršnjaci bili su i Lily Evans, Harryjeva majka, Sirius Black, Harryjev krsni kum, Remus Lupin i Peter Pettigrew. Također je izmislio i nekoliko čarolija, a jednu je od njih James Potter iskoristio da ga okrene naglavačke u zraku.
U četvrtoj knjizi otkriva se da je Snape bio smrtonoša, ali i da radi kao dvostruki agent za Dumbledorea. Nepoznat je razlog za pridruživanje Voldemortu, kao i razlog odlaska.
Ispostavilo se da je najvjerniji Dumbledoreov prijatelj, i Harryjev najveći spasitelj.

## Uloga u priči
Postoji jedna odbojnost između Harryja i Snapea od prvog trenutka kada su se vidjeli. Na prvoj godini Harry sumnja da pokušava ukrasti Kamen mudraca. Iako se otkriva da je Profesor Quirrell krivac, njihov se odnos nije poboljšao.
U trećoj knjizi Harry saznaje da je njegov kum Sirius Black navukao Snapea u Vrištavu daščaru gdje ga je Remus Lupin u obliku vukodlaka mogao ozlijediti ili ubiti. James Potter spasio mu je život, no Snape je mislio da je time samo želio spasiti sebe i svoga prijatelja od izbacivanja iz Hogwartsa. Otkriva se, također, da su Sirius i James maltretirali Snapea za vrijeme školovanja.
Snape neprestano antagonizira Harryja nazivajući ga "nestašnim malim dječakom koji smatra pravila nevažnim". Za vrijeme satova stalno omalovažava njegove radove i daje mu nezaslužene kazne. Također je njega i njegovog najboljeg prijatelja Rona pokušao izbaciti iz škole, no usprkos tome spasio je Harryju život nekoliko puta.
Za vrijeme jedne metlobojske utakmice u prvoj knjizi, činilo se da Snape mrmlja kletvu da ozlijedi Harryja koji se ljuljao na metli nekoliko stotina metara iznad tla. Ipak se otkrilo da je učitelj obrane od mračnih sila Profesor Quirrell koji je bio u simbiozi s Voldemortom, bio taj koji ga je pokušao ukleti, a Snape onaj koji ga je spašavao.
Na kraju četvrte knjige, Snape uz pomoć Dumbledorea pokušava uvjeriti Ministra magije, Fudgea da se Voldemort pojavio pokazujući mu tamni znamen na ruci koji je potamnio sat nakon Voldemortova povratka. Dumbledore šalje Snapea na tajni zadatak da posjeti Voldemorta.
U petoj knjizi Dumbledore nagovara Snapea da Harryju daje satove oklumencije, moći koja jednoj osobi omogućuje obranu od ulaska druge osobe u njene misli. Snape je odabran jer je bio izvrstan oklumenit i vješt u legilimenciji, moći prodiranja u nečije misli koju se često koristile smrtonoše. Satovi su bili prekinuti zbog Harryja, koji je Snapea mrzio i to mu je stvaralo neugodan osjećaj. Tijekom jedne lekcije, Harry u Dumbledoreovom situ sjećanja, koje je Snape posudio da "izvadi" privatne misli za vrijeme lekcija, otkriva Snapeovo najgore sjećanje. Harry doživljava šok vidjevši kako su njegov otac i Sirius bili nasilnici prema Snapeu kao što su Dudley i Draco nasilnici prema Harryju. Harry također viđa svoju majku Lilly koja se slaže sa Snapeom o Jamesovom bijednom ponašanju i štiti ga od nasilnika.
U šestoj knjizi Snape u svom domu u Prelčevom kraju pristaje na Neprekršivu zakletvu Dracovoj majci Narcissi da će štititi Draca i pomoću mu i zadatku koji mu je dodijelio Lord Voldemort. Konačno i postaje učitelj Obrane od mračnih sila. Hagrid ga viđa kako se svađa o zadatku koji mu je dodijelio Dumbledore, govoreći da je uzeo previše za gotovo. Za vrijeme Bitke na Astronomskoj kuli Dumbledore šalje Harryja po Snapeovu pomoć, no kad Snape dođe, ubija Dumbledorea Avadom Kedavrom, kletvom smrti. Snape bježi s ostalim smrtonošama nakon bitke i prije dezaparacije kritizira (ili upozorava) Harryja da mu nedostaje znanja u dvoboju.

## Princ miješane krvi
U šestoj knjizi Snape neočekivano dobiva položaj učitelja obrane od mračnih sila, a na mjestu učitelja napitaka zamjenjuje ga Horace Slughorn, stari majstor koji se vratio iz mirovine. Harry je na posudbu dobio staru knjigu napitaka koja je bila ispunjena spisima jednog vrlo nadarenog učenika. Knjiga je sadržala čarolije koje je taj učenik sam izmislio, a bile su tu i neki načini pravljenja napitaka, a potpis je bio "Vlasništvo Princa miješane krvi". Harry koristi knjigu da poboljša ocjene u napicima te godine. Njegov se dar dojmio Slughorna, koji ga je pohvalio i rekao mu da je taj dar naslijedio od majke. Harry odlučuje da, tkogod taj Princ bio, bolji je učitelj i od Snapea i od Slughornea.
Hermione, začuđena Harryjevim rezultatima u napicima, daje se u istraživanje identiteta Princa miješane krvi, a glavni "osumnjičenik" bila joj je Elieen Prince, bivša učenica. Harry ostaje podvojen o identitetu Princa, no jako je siguran da je muškarac. Harry na svom suparniku Dracu iskušava jednu od čarolija, sectusempra (lat. zauvijek urezati), koja je bila označena "za neprijatelje",  i ostaje šokiran pogledom na rane koje je stvorila. Harry je svjestan da su dvije posljednje čarolije koristili od Snapea i James Potter na petoj godini, što Remus Lupin potvrđuje. Način pisanja čarolija, s puno ispravljanja, daje naslutiti da ih je autor sam izmislio. Konačno se Harry suprotstavi Snapeu u njegovom bijegu nakon Dumbledoreove smrti, a Snape mu priznaje da je on izumitelj čarolija i da je on "Princ miješane krvi".
Elieen Prince, učenica sumnjičena od Hermione ustvari je Snapeova majka. Ime je izveđeno od prezimena "Prince" i činjenice da je Snapeov otac bio bezjak, što znači da je "miješana krv". U svijetu čarobnjaka to je uvreda za neke osobe, pogotovo među mladim Voldemortovim sljedbenicima i u Snapeovu domu Slytherin. Nije poznato kako je dobio ime i je li bilo uobičajeno za vrijeme učenja. Remus Lupin na Harryjevo pitanje nije mogao odgovoriti jer je samo znao da mu je bio vršnjak.

## Vjernost
Pitanje Snapeove prave vjernosti jedna je od glavnih zagonetki u knjigama o Harryju Potteru. I sljedbenici i neprijatelji Lorda Voldemorta misle da radi kao dvostruki agent, jedan protiv drugoga.
Po zaposlenici Hogwartsa, Sybill Trelawney, Snape je važan u proročanstvu. To se dogodilo kad je pala u trans i izrekla Harryjevo proročanstvo Dumbledoreu u Veprovoj glavi.
Dumbledore je Harryju rekao da je Snape važan, no to je bio samo prvi dio proročanstva. To je utjecalo i na Sybill Trelawney, koja je tvrdila da je rekla cijelo proročanstvo prije nego što je Snape otkriven kako prisluškuje. Snape je jasno prenio samo dio proročanstva Voldemortu, dio koji govori da je Harry taj dječak i zato je, htjevši ubiti njega, ubio i njegove roditelje Jamesa i Lilly Potter. Snape tako snosi velik dio odgovornosti za smrt Pottera.
Snape je bio ugledan član Reda feniksa, no ubija Dumbledorea koristeći Avadu Kedavru, neoprostivu kletvu, za vrijeme Bitke na Astonomskoj kuli i bježi na kraju šeste knjige. Pri bijegu se u "dvoboju" sukobljava s Harryjem i dokazuje svoj dar blokirajući sve Harryjeve čarolije i kritizirajući ga (ili upozorivši) na slabe vještine, posebno u oklumenciji. Zbog toga što nije pokušao napasti Harryja i što ga je uputio na lošu oklumenciju i učenje neverbalnih čarolija, ove su rečenice nejasne u vezi s vjernošću. Na njegove je postupke sigurno imala utjecaj i Neprekršiva zakletva da će štititi Draca koliko je u njegovoj moći, koju je sklopio s Dracovom majkom. Također sprječava druge smrtonoše da ubiju Harryja riječima "On pripada Gospodaru Tame". Disaparatira se sa smrtonošama odvlačeći ih što brže od Hogwartsa ne zadajući veće štete dvorcu ili osoblju. Njegove akcije stvaraju velika nagađanja o tome kako je i zašto Dumbledore umro. Dumbeldoreove posljednje riječi bile su "Severuse, molim te..." što je možda bilo planirano, i da je to bio uzrok svađe između Snapea i Dumbledorea koju je Hagrid čuo. Snapeov ružni izraz lica nakon Harryjevih riječi da je kukavica pokazuje da osjeća grižnju savjesti zbog ubojstva koje je počinio.
Jedna od najvećih zagonetki koju za sobom ostavljaju prvih 6 knjiga o Harryju Potteru je i ta kojoj osobi je vjeran Severus Snape, Voldemortu ili Dumbledoreu, no sedma knjiga nam konačno donosi odgovor. Naime, lord Voldemort misleći da je Snape vlasnik vrhovnog štapića šalje svoju zmiju Nagini da ubije Snapea. Snape na samrti daje Harryju Potteru svoja sjećanja te umire gledajući ga u oči. Uronivši u Snapeova sjećanja, Harry je jasno vidio da je Snape od djetinjstva bio zaljubljen u njegovu majku, Lily Evans, te da su bili najbolji prijatelji sve dok ju nije, slijep od osjećaja bijesa i poniženja kojemu ga je izvrgnuo James Potter, nazvao mutnjakušom. Nakon što je Voldemort krenuo u potragu za Harryjevom obitelji, Snape se uplašio za Lilyin život, iako mu je Voldemort rekao da ju neće ubiti, te moli Albusa Dumbledorea za pomoć. Kada je saznao da je Lily mrtva, dao je Dumledoreu riječ da će štititi njenog sina. Međutim, kada je Harry došao u Hogwarts, Snape ga je zamrzio misleći da je isti kao svoj otac, unatoč tomu što ga je Dumbledore uvjeravao da je sličnost samo fizička i da je Harry puno sličniji majci. Nakon što je Dumbledore shvatio da mu je ostala samo godina života, natjerao je Snapea da mu obeća da će ga ubiti. Poslije Dumbledoreove smrti, kada je postao ravnatelj Hogwartsa, Snape je štitio učenike, premda to oni nisu mogli znati, a Harryju, Ronu i Hermioni je u obličju Snapeova patronusa srne pokazao put do Gryffindorskog mača, koji im je bio potreban za uništavanje horkruksa. Također je, nekoliko godina nakon što je Harry pošao u Hogwarts, Dumbledoru priznao da mu je Harry zapravo bio drag, te se ražalostio čuvši da će Harry morati umrijeti kako bi i Voldemort umro, rekavši Dumbledoru da je uvijek mislio da Harryja mora štititi, a ne pripremati ga za smrt.
Harryjev i Ginnyin drugi sin Albus Severus Potter dobio je srednje ime po Snapeu. Na kraju sedmog dijela, Harry naziva Snapea najhrabrijim čovjekom kojeg je ikada upoznao i ostaje zapamćen, uz Albusa Dumbledorea, kao glavni protivnik lorda Voldemorta i najzaslužniji što je Harry živ, a Voldemort poražen.